# Королівська опера в Стокгольмі
Королівська опера в Стокгольмі (швед. Kungliga Operan) — оперний театр у столиці Швеції Стокгольмі, що діє від 1782 року.
Спочатку спектаклі відбувались у будинку при парку Ґустава Адольфа. Після знищення цього будинку в 1892 році, 1898 року за проєктом Акселя Андерберга була збудована нова будівля театру, виконана у неоренесансовому стилі, в якій театр працює і зараз.